# Total Immersion Racing
Total Immersion Racing (kurz TiR) ist eine von Razorworks entwickelte und von Empire Interactive veröffentlichte Rennsimulation.

## Spielprinzip
In dem Spiel gibt es die vier verschiedenen Modi Einzelrennen (inklusive Splitscreen), Karriere, Zeitrennen und Herausforderung. In der Karriere wird zu Beginn einer Saison ein Team gewählt, manche Teams verlangen, dass vorher bei einem Testrennen eine bestimmte Zeit unterboten wird. Nun muss man je nach Fahrzeugklasse 5 bis 9 Rennen mit 3 bis 5 Runden absolvieren. Je nach Verlauf der Saison kann der Spieler zu Beginn der nächsten Saison ein Team wählen und optional eine Klasse aufsteigen. Für das Erreichen der Meisterschaft in einer GTS- oder PRO-Saison erhält der Spieler jeweils ein zusätzliches Fahrzeug für Einzel- und Zeitrennen. Im Herausforderungsmodus kann man die übrigen Fahrzeuge für Einzel- und Zeitrennen freischalten. Die gesperrten Strecken können im Herausforderungsmodus und in der Karriere freigeschaltet werden.
Die Rennevents in den Modi Einzelrennen, Karriere und Herausforderungen bestehen aus einem Training, einer Qualifikation und dem eigentlichen Rennen, wobei das Training und die Qualifikation optional sind. Im Training kann der Spieler den Renningenieur Veränderungen am Wagen-Setup vornehmen lassen. Das Setup kann auch eigenständig verändert werden, sonstige Leistungssteigerungen können nicht vorgenommen werden. Absolviert man vor dem Rennen keine Qualifikation, startet man vom letzten Platz im Gesamtklassement. In den Rennen und auch optional im Einzelrennen fahren alle Fahrzeugklassen gleichzeitig.

## Entwicklung
Total Immersion Racing wurde von dem britischen Entwicklerstudio Razorworks entwickelt und von Empire Interactive veröffentlicht. Die Entwicklung des Spiels begann im Jahr 2000, und die Veröffentlichung erfolgte im November 2002 für PC, PlayStation 2 und Xbox.
Ein besonderes Merkmal des Spiels war die Implementierung eines fortschrittlichen KI-Systems namens „AI-TUDE“, das den computergesteuerten Fahrern emotionale Reaktionen und individuelle Fahrstile verlieh. Diese Innovation sollte das Spielerlebnis realistischer und dynamischer gestalten.
Die technische Umsetzung des Spiels wurde auf verschiedenen Plattformen durchgeführt. Für die PlayStation-2-Version war Todd Gibbs der leitende Programmierer, unterstützt von Jeff Sheard und Andy Yau. Die PC-Version wurde von Empire Interactive in Zusammenarbeit mit Razorworks entwickelt.
Die Musik des Spiels wurde von Richard Jacques komponiert, einem Komponisten für Videospielmusik. Die Soundeffekte wurden von Dave Sullivan erstellt, wobei verschiedene Soundbibliotheken verwendet wurden, um eine authentische Klangkulisse zu erzeugen.
Nach der Veröffentlichung von Total Immersion Racing arbeitete Razorworks an weiteren Rennspielen, darunter die Ford Racing-Reihe. Im Jahr 2008 wurde das Studio geschlossen, und viele seiner Mitarbeiter traten Rebellion Games bei, wo sie an verschiedenen Projekten weiterarbeiteten (siehe Razorworks).

## Spielmodi

### Karriere
Die Karriere besteht aus drei Hauptklassen: GT, GTS und PRO. Jede Klasse bietet unterschiedliche Herausforderungen und Fahrzeugtypen.

#### Klassen
Der Aufstieg erfolgt durch das Gewinnen der Meisterschaften in jeder Klasse:
1. GT-Klasse: Gewinnen der Meisterschaft ermöglicht Testfahrten in der GTS-Klasse.
2. GTS-Klasse: Gewinnen der Meisterschaft ermöglicht Testfahrten in der PRO-Klasse.
3. PRO-Klasse: Gewinnen der Meisterschaft schließt die Karriere ab.[3][4]

##### GT-Klasse
- Dauer: 5 Rennen mit jeweils 3 Runden.
- Fahrzeuge: Abt-Audi TT-R, Noble M12 GTO, Quaife GT1, BMW M3 GTR.
- Ziel: Die Meisterschaft gewinnen, um Testfahrten mit Teams der GTS-Klasse zu erhalten.[3][4]

##### GTS-Klasse
- Dauer: 7 Rennen mit jeweils 4 Runden.
- Fahrzeuge: Sintura GTS, Panoz Esperante GTR-1, VEMAC 320R, Lister Storm, McLaren F1 GTR.

- Ziel: Die Meisterschaft gewinnen, um Testfahrten mit Teams der PRO-Klasse zu erhalten.[3][4]

##### PRO-Klasse
- Dauer: 9 Rennen mit jeweils 5 Runden.
- Fahrzeuge: BMW V12 LMR, Panoz LMP01 Evo, Dome S101, Bentley EXP Speed 8, Audi R8, Pilbeam LMP, Lister Storm LMP, Rockingham Champ Car (Bonusfahrzeug).

- Ziel: Die Meisterschaft gewinnen, um die Karriere abzuschließen.[3][4]

Nach dem Abschluss der PRO-Klasse kann der Spieler weiterhin mit verschiedenen Teams zusammenarbeiten und in beliebigen Klassen fahren.

#### Sponsoren
In Total Immersion Racing sind Sponsoren ein zentrales Element des Karriere-Modus, auch wenn sie im Spiel nicht durch reale Marken oder nicht immer durch konkrete Namen repräsentiert werden. Stattdessen spiegelt sich das Sponsoring-System durch Teamverträge, Fahrzeugzugänge und Aufstiegsmöglichkeiten wider.
Der Spieler startet in der unteren GT-Klasse mit einem kleinen Team und geringem Bekanntheitsgrad. Durch gute Leistungen in den Rennen – insbesondere durch Rennsiege und konstante Platzierungen – verbessert sich das Ansehen des Fahrers innerhalb der virtuellen Rennwelt. Diese Leistungen ziehen das Interesse größerer Teams auf sich, die auf vielversprechende Fahrer setzen.
Je erfolgreicher man ist, desto mehr Teams bieten dem Spieler Testfahrten an. Diese Testfahrten fungieren als Probe-Veranstaltungen für den Klassensprung. Besteht man diese, erhält man einen Platz im nächsten Team und damit den Aufstieg in die nächsthöhere Klasse.
Mit jedem Aufstieg steigen auch die Anforderungen: Die Rennen werden länger, die Konkurrenz härter und die Fahrzeuge schneller.
Der „Sponsoring-Charakter“ zeigt sich auch darin, dass Teams auf die Leistungen des Spielers reagieren. Schlechte Platzierungen führen dazu, dass Verträge gekündigt werden oder keine neuen Angebote folgen – analog zur realen Welt, in der Sponsoren Unterstützung an Leistung knüpfen.

### Challenge-Modus
Der Challenge-Modus stellt eine verkleinerte Version des Karrieremodus dar. Hier erhält der Spieler ein Auto, um in einer kurzen „Saison“ gegen fünf identische Autos zu fahren. Die gleichen Regeln bezüglich Emotionen, Punkten und so weiter gelten wie im Karrieremodus.
Zu Beginn ist nur der Audi TT-R (GT-Klasse) im Challenge-Modus verfügbar. Das Gewinnen seiner Mini-Saison, die aus drei Runden besteht, schaltet den Audi TT-R im Einzelrennen-Modus frei und macht die nächste Herausforderung verfügbar. Diese Abfolge wiederholt sich, bis alle Herausforderungen im Challenge-Modus abgeschlossen (gewonnen) wurden.

### Einzelrennen-Modus
m Einzelrennen-Modus kann der Spieler oder können die Spieler jedes der freigeschalteten Autos auswählen und an einem der freigeschalteten Rennorte teilnehmen. Die Rennen können dabei von einer einzigen Runde bis hin zu 25 Runden reichen. Die meisten Rennorte und Fahrzeuge werden durch Erfolge im Karrieremodus und im Challenge-Modus freigeschaltet.

### Zeitfahren-Modus
Der Zeitfahren-Modus bietet dem Spieler die Möglichkeit, mit Fahrzeug-Einstellungen zu experimentieren oder sich mit den Besonderheiten der einzelnen Rennstrecken vertraut zu machen. Es können nur die Autos und Strecken genutzt werden, die zuvor im Spiel freigeschaltet wurden.

## Fahrzeuge
In dem Spiel gibt es die drei verschiedenen Fahrzeugklassen GT, GTS und PRO. Die Fahrzeugklassen GT und GTS bestehen aus Fahrzeugen verschiedener Fahrzeugkategorien, während die PRO-Klasse ausschließlich aus Le-Mans-Prototypen besteht.
Obwohl Total Immersion Racing offiziell lizenzierte Fahrzeuge wie den Audi R8 oder den Bentley EXP Speed 8 enthält, bietet das Spiel auch weniger bekannte und teilweise geheime Fahrzeuge:
- Noble M12 GTO-3R: Dieses britische Sportwagenmodell war zum Zeitpunkt der Veröffentlichung des Spiels noch nicht im professionellen Motorsport vertreten. Es erschien später in der British GT Championship, was seine frühe Präsenz im Spiel umso bemerkenswerter macht.[8]
- Pilbeam MP84: Ein LMP675-Rennwagen, der in den späten 1990er Jahren in der britischen Sportwagenmeisterschaft eingesetzt wurde. Dieses Fahrzeug ist im Spiel als geheimes Auto verfügbar.
- Lister Storm LMP: Ein Prototyp mit einem 6-Liter-V8-Motor, der 2003 erstmals in der realen Welt auftauchte. Im Spiel ist er als Bonusfahrzeug nach dem Abschluss der PRO-Klasse verfügbar.[8]

| Fahrzeugliste |                       |                     |
| GT            | GTS                   | PRO                 |
| Audi TT-R     | Lister Storm GT       | Audi R8             |
| BMW M3 GTR    | McLaren F1 GTR        | Bentley EXP Speed 8 |
| Noble M12     | Panoz Esperante GTR-1 | BMW V12 LMR         |
| Quaife R4 GT1 | Sintura S99 GT1       | Dome S101           |
|               | Vemac 320R            | Lister Storm LMP    |
|               |                       | Panoz LMP-1         |
|               |                       | Pilbeam MP84        |

1. 1 2  Nicht in der Karriere wählbar.

## Strecken
Neben den realen Rennstrecken bietet Total Immersion Racing eine Auswahl an fiktiven Strecken, die den Spielern zusätzliche Herausforderungen und Abwechslung bieten. Diese exklusiven Strecken wurden speziell für das Spiel entworfen und zeichnen sich durch einzigartige Designmerkmale aus, die das Fahrerlebnis bereichern.
- Minato City ist eine urbane Rennstrecke, die durch die Straßen einer fiktiven Stadt führt. Die Strecke ist von modernen Hochhäusern und städtischer Architektur umgeben und bietet den Fahrern ein schnelles und technisches Rennumfeld. Minato City enthält enge Kurven und verschiedene Straßentypen, die die Fahrweise anspruchsvoll machen. Die enge Bebauung und die fehlende Auslaufzone stellen zusätzliche Herausforderungen für die Fahrer dar.[9]
- Springfield ist eine abwechslungsreiche Strecke, die sich durch verschiedene Landschaften und Kurvenkombinationen zieht. Sie bietet sowohl schnelle Abschnitte als auch technische Passagen, die die Fahrtechnik der Spieler auf die Probe stellen. Die Strecke enthält mehrere Höhenunterschiede und anspruchsvolle Kurven, die es den Fahrern erschweren, ihre Geschwindigkeit konstant zu halten. Der Mix aus schnellen und kurvenreichen Abschnitten macht Springfield zu einer der beliebtesten fiktiven Strecken im Spiel.[10]
- Springfield Short ist eine kürzere Version der Springfield-Strecke. Diese abgespeckte Variante bietet weniger Kurven und eine insgesamt vereinfachte Strecke, die sich besonders für kürzere Rennen und schnelle Entscheidungen eignet. Der Fokus liegt auf schnellen Überholmanövern und präzisem Fahrverhalten, da die kürzere Streckenlänge weniger Platz für Fehler lässt. Die Strecke ist ideal für Spieler, die schnelle und spannende Rennen bevorzugen.[10]
- Talheimring ist eine technisch anspruchsvolle Strecke, die sich durch enge Kurven und steile Höhenunterschiede auszeichnet. Diese Strecke verlangt den Fahrern eine präzise Fahrzeugkontrolle ab, besonders in den anspruchsvolleren Bereichen der Strecke. Talheimring ist bekannt für seine schwierigen Kurven und die abwechslungsreiche Topografie. Die Mischung aus steilen Abfahrten und engen Kurven sorgt für ein herausforderndes Fahrerlebnis, das besonders erfahrene Spieler anspricht.[11]

| Strecken                  |                   |
| Real                      | Fiktiv            |
| Hockenheimring (2001)     | Minato City       |
| Hockenheimring Motodrom   | Springfield       |
| Autodromo Nazionale Monza | Springfield Short |
| Rockingham (Infield)      | Talheimring       |
| Rockingham Oval           |                   |
| Sebring                   |                   |
| Silverstone (2001)        |                   |
| Silverstone International |                   |

## Rezeption
Das Spiel wurde zur damaligen Zeit als recht akzeptabel angesehen, konnte sich aber durch den Arcade-Charakter nicht als Renn-Simulation etablieren.
Die Steuerung von Total Immersion Racing wurde von vielen Kritikern als zugänglich und einsteigerfreundlich beschrieben. Sie ist besonders für Spieler geeignet, die eine weniger anspruchsvolle Simulation bevorzugen, jedoch bleibt das Spiel dabei nicht völlig unrealistisch.
Das Fahrverhalten wurde unterschiedlich bewertet: Einige Rezensenten empfanden die Fahrzeugphysik als etwas träge und künstlich, was vor allem in höheren Klassen stärker auffällt. Dennoch bietet das Spiel ein gutes Geschwindigkeitsgefühl und ein sauberes Fahrverhalten auf den insgesamt gut gestalteten Rennstrecken.
Die grafische Präsentation des Spiels wurde zum Zeitpunkt der Veröffentlichung als solide, aber nicht herausragend angesehen. Besonders positiv fielen die detaillierten Fahrzeugmodelle auf, während einige Streckenumgebungen als etwas leblos kritisiert wurden.
Die akustische Gestaltung des Spiels wurde gemischt aufgenommen: Die Motorensounds wirken im Vergleich zu Konkurrenzprodukten schwach, dafür überzeugte der Boxenfunk durch gute Sprachqualität und motivierende Hinweise während der Rennen.
Auf Metacritic erhielt die PlayStation-2-Version des Spiels eine durchschnittliche Bewertung von 59 von 100 Punkten, basierend auf sieben Kritiken. Die Xbox-Version schnitt mit 60 von 100 Punkten leicht besser ab, was auf eine insgesamt durchwachsene, aber nicht schlechte Rezeption hinweist.